# Zeynep Fadıllıoğlu
Zeynep Fadıllıoğlu, née en 1955 à Istanbul, est une architecte turque et propriétaire d'une société turque d'architecture et de décoration intérieure. Elle est la conceptrice de la mosquée Şakirin d'Istanbul en 2009 et reçoit un large accueil international, devenant très possiblement la première femme au monde à concevoir une mosquée.

## Biographie

### Origines et études
Zeynep Fadillioglu est née en 1955 à Istanbul. Elle étudie l'informatique à l'université du Sussex et au Control Data Institute (en). En 1978, elle s'intéresse à la décoration intérieure et suit un cours d'histoire de l'art et de design à l'Inchbald School of Design (en) de Londres.Attirée par le monde des restaurants et des clubs grâce à l'entreprise de son mari, elle conçoit une vingtaine d'établissements avant de créer en 1995 sa propre entreprise: la Zeynep Fadıllıoğlu Design ou ZF Design, où elle réalise plus de 450 projets (en date de 2016),. Avec un effectif de 25 personnes, son entreprise réunit des architectes, des décorateurs d'intérieur et des artistes,. Elle est autorisée à exercer au Qatar, aux Pays-Bas, en Inde et en Turquie. On peut voir des exemples de ses restaurants, hôtels et maisons de luxe à New Delhi, Abu Dhabi et Londres. La conception par Zeynep Fadillioglu de la mosquée Şakirin est largement acclamée malgré le fait que cela semble être la première fois qu'une mosquée est conçue par une femme. En plus de gérer son studio de design, Zeynep Fadıllıoğlu enseigne à l'université Bilgi d'Istanbul,,.

## Conception de la mosquée Şakirin
Zeynep Fadıllıoğlu est l'architecte d'intérieur de la mosquée Şakirin alliant des techniques modernes à l'art islamique traditionnel. Elle contribue notamment à la création d'une grande sphère métallique au-dessus de l'entrée, d'un gracieux minbar incurvé et d'un lustre en verre fabriqué en Chine. Consciente de la nécessité d'accorder une attention particulière aux femmes, elle veille à ce que la galerie supérieure des femmes corresponde à la zone réservée aux hommes de la mosquée, tant par sa taille que par sa beauté. Elle n'est séparée du reste de la mosquée que par des rails entrecroisés. Le lustre est constitué de globules en forme de gouttes d'eau, rappelant une prière pour que la lumière d'Allah tombe comme la pluie. Les grandes fenêtres ont des motifs dorés qui rappellent les pages du Coran. L'impression générale est celle de la lumière, de l'espace et de l'élégance. La mosquée est construite à la mémoire d'Ibrahim et de Semiha Şakir par leurs descendants. Zeynep Fadıllıoğlu est en fait leur petite-nièce,,.
La conception de la mosquée par Fadıllıoğlu fait d'elle la première femme architecte d'intérieur d'une mosquée, ainsi que la première femme à concevoir une mosquée dans la Turquie moderne,,,.

## Reconnaissances
Parmi les récompenses reçues par Zeynep Fadıllıoglu, on peut citer,: 
- Prix Andrew Martin International Designer of the Year (2002)
- House & Garden International Interior Designer of the Year (2002)
- Modern Designer of the Year, Design and Decoration Awards (Londres, 2005) pour un appartement donnant sur le Bosphore
- The Wifts Foundation International Visionary Award (2011)